# داستان‌های غیراخلاقی از باکره‌های شهوانی
داستان‌های غیراخلاقی از باکره‌های شهوانی (ایتالیایی: Novelle licenziose di vergini vogliose) یک فیلم کمدی سکسی سبک ایتالیایی به کارگردانی جو داماتو است که در سال ۱۹۷۳ منتشر شد.

## گزیدهٔ بازیگران
- گابریلا جورجلی
- میمو پُلی
- آتیلیو دوتزیو
- انتسو پولکرانو
- لوچیا مودونیو
- ماسیمو پیری
- مارگارت رُزه کایل